# Indulgencia
La doctrina de las indulgencias es un concepto de la teología católica estrechamente ligado a los conceptos de pecado, penitencia, remisión y purgatorio. En su formulación común consiste en que ciertas consecuencias del pecado, como la pena temporal del mismo, puedan ser objeto de una remisión o indulgencia (del latín indulgentia: 'bondad, benevolencia, gracia, remisión, favor') concedida por determinados representantes de la Iglesia y bajo ciertas condiciones. Esta institución se remonta al cristianismo antiguo y tanto su práctica como su formulación se han desarrollado a lo largo del tiempo. La doctrina protestante no la acepta por considerar que carece de fundamento bíblico. Por tal razón, a partir de la Reforma, solo fue objeto de desarrollo en el ámbito de la Iglesia católica.
En la doctrina católica, la indulgencia, a diferencia del sacramento de la penitencia o reconciliación, no perdona el pecado en sí mismo, sino que exime de las penas de carácter temporal que de otro modo los fieles deberían purgar, sea durante su vida terrenal o luego de la muerte en el purgatorio. La indulgencia no es un sacramento como la penitencia. Puede ser concedida por el papa, los obispos y los cardenales, a quienes, por ejemplo, recen determinada oración, visiten determinado santuario, utilicen ciertos objetos de culto, realicen ciertos peregrinajes, o cumplan con otros rituales específicos.
Aunque se trata de un concepto teológico secundario, las indulgencias desempeñaron en su momento un papel central en la historia del cristianismo. En el siglo XVI, los abusos y el tráfico económico al que dieron lugar constituyeron uno de los motivos por los que Martín Lutero se enfrentó con la Iglesia católica.

## Confusiones comunes
Previamente a la explicación debe aclararse lo que no es una verdadera indulgencia, a fin de evitar malentendidos comunes. Una indulgencia no es un permiso para pecar, ni un perdón para pecados futuros. Tampoco otorga el perdón de la culpa del pecado, y antes bien supone que el pecado ha sido ya perdonado con anterioridad. No es una excepción que exima de alguna ley o precepto, ni mucho menos de una obligación contraída por algún pecado, como por ejemplo, la restitución de la cosa robada; al contrario, significa una satisfacción más completa de la deuda que el pecador tiene ante Dios. No confiere ninguna inmunidad con respecto a posibles tentaciones ni elimina la posibilidad de subsecuentes caídas en el pecado. Y de ninguna manera la indulgencia puede entenderse como la compra del perdón de los pecados que aseguraría la salvación al comprador o la salida de algún alma del Purgatorio.

## El cristianismo antiguo
Los primeros antecedentes de la práctica de indulgencias se remontan al siglo III. En el cristianismo antiguo, la penitencia impuesta a los pecados confesados era severa, y la correspondiente a los pecados considerados especialmente graves, como la apostasía o el homicidio, además, era pública.
Posteriormente, surgieron prácticas tendentes a reducir el rigor de dicha pena para facilitar el reingreso en la comunidad a miembros que habían cometido apostasía en razón de persecuciones: los llamados lapsi ('los caídos, los que han tropezado'). Así surgió la costumbre de visitar a confesores apresados que esperaban el martirio solicitándoles que intercedieran en su favor frente al obispo. Si el futuro mártir estaba de acuerdo, le otorgaba una carta denominada libellum pacis, para que en virtud del sacrificio que iba a tener lugar, el obispo redujese por razones piadosas la pena del requirente. En esta fase, la indulgencia no era dependiente de una acción o prestación que el pecador debía realizar, sino de una especie de compensación mística de los sufrimientos de uno contra la remisión de la pena por los pecados de otro.

## La Edad Media
A principios del siglo VIII los obispos comenzaron a reducir la duración o la gravedad de las penas impuestas, siempre a personas determinadas, a cambio de la realización de acciones concretas, tales como la visita a un lugar santo o una mortificación como ayunar o dormir en lechos sembrados de ortigas.
En el siglo XI aparecen por primera vez las indulgencias generales por la remisión de penas temporales otorgadas por el papa o los obispos para cualquier persona que realizase una obra meritoria, tales como la visita de un monasterio recientemente consagrado o dádivas a los pobres.
En el siglo XII, la práctica recibe una primera definición jurídica por medio de los decretos pontificales donde se establece una clara distinción entre la absolución (reservada a Dios) y la indulgencia, que permite la reconciliación con la Iglesia. La indulgencia se obtiene en contrapartida de un acto de piedad, como peregrinajes —origen de las vías romeas o del Camino de Santiago—, oraciones o mortificaciones llevadas a cabo con fines de arrepentimiento. Se aplicaba solo a las personas que, según la fórmula utilizada, eran "vere penitentibus et confessis", esto es «verdaderamente arrepentidos y confesados».
Paralelamente se desarrolló la doctrina de la comunión de los santos y del "tesoro de la Iglesia" en virtud de las cuales, todos los hombres están ligados entre sí de manera sobrenatural y tanto la santidad como los pecados de cualquiera de ellos tienen influencia, positiva y nefasta respectivamente, sobre toda la comunidad. De la expiación de los santos, surge así un tesoro de méritos, que aprovecha a todos y que puede ser administrado por la Iglesia bajo ciertas condiciones, por ejemplo como penitencia general.
Se reputa que la indulgencia toma su fundamento de la comunión de los santos. En teoría, no existe ninguna necesidad de "proporcionalidad" entre la falta cometida y el acto de piedad. Pero en la práctica surgieron diferencias, sobre todo en razón de la influencia de antiguos sistemas, donde las penas por delitos eran fundamentalmente "tarifas" de reparaciones: cada falta tenía su precio. Las indulgencias fueron influenciadas por los "penitenciales", manuales provenientes de Irlanda, que fijaban por cada tipo de falta una cantidad determinada de días de mortificación. De menor duración, la indulgencia tiende a partir de entonces a substituirse a la penitencia física, particularmente en el caso de personas agonizantes.
Ya en esa época existían costumbres objetables, principalmente la simonía: los fieles buscaban negociar con hombres de iglesia actos de caridad contra dinero contante y sonante. Los concilios de los siglos X y XI se esfuerzan en limitar el poder de apreciación de los clérigos fijando tarifas generales. Pero en contrapartida, a partir de ese momento, la indulgencia se transformó en un arma de la política pontifical: la indulgencia plenaria apareció hacia la mitad del siglo XI, donde se utiliza para apoyar acciones y políticas reputadas convenientes, tales como la reconquista española.
Durante la Edad Media, el "curso" de las indulgencias acusa una gran baja: se necesita cada vez menos esfuerzo para obtener indulgencias cada vez más significativas. Por ejemplo, se conceden indulgencias a cambio del respeto de tratados o de la palabra empeñada, lo que pese a la laudable finalidad, seria igual a recompensar la "ausencia de pecado". También se negocian dispensas de ciertas obligaciones. De allí por ejemplo el origen de algunos apelativos populares como aquel de  «Torre de manteca», referido a la Catedral de Nuestra Señora de la ciudad de Ruan.

## La Reforma
La prédica de indulgencias fue denunciada ya por John Wickliffe (1320-1384) y también por Jan Hus (1369-1415) que cuestionaron los abusos que su práctica originaba.
Pero recién en el primer cuarto del siglo XVI, tienen lugar los hechos de mayor significación histórica: el primero es la indulgencia acordada en 1506 para quienquiera ayudase a la construcción de la basílica de San Pedro y, por sobre todo, el verdadero detonante: el escándalo que surge en el Sacro Imperio Romano Germánico a raíz de la campaña organizada por Alberto de Brandeburgo, arzobispo de Maguncia, y llevada a cabo por el predicador de indulgencias Johann Tetzel.
En razón de los mismos, Martín Lutero atacó el principio mismo de la práctica en las noventa y cinco tesis de Wittenberg. Según Lutero, sólo Dios puede justificar a los pecadores. Combate tanto las indulgencias por las almas en el purgatorio (tesis 8-29) al igual que aquellas en favor de los vivos (tesis 30-68). En el primer caso, los muertos, sostiene, estando muertos, no se encuentran más ligados por los decretos canónicos. Como resultado, es la idea misma del purgatorio que resulta cuestionada. Lutero acusa así a la Iglesia de instrumentalizar el miedo al infierno. En lo que respecta a los vivos, Lutero sostiene que el arrepentimiento basta para lograr la remisión de penas, sin necesidad de cartas de indulgencia. Por el contrario, sostiene, la práctica de las indulgencias desvía a los pecadores de sus verdaderos deberes: caridad y penitencia.
Esta querella estuvo en el origen del cisma catolicismo-protestantismo.

## La reacción a la Reforma

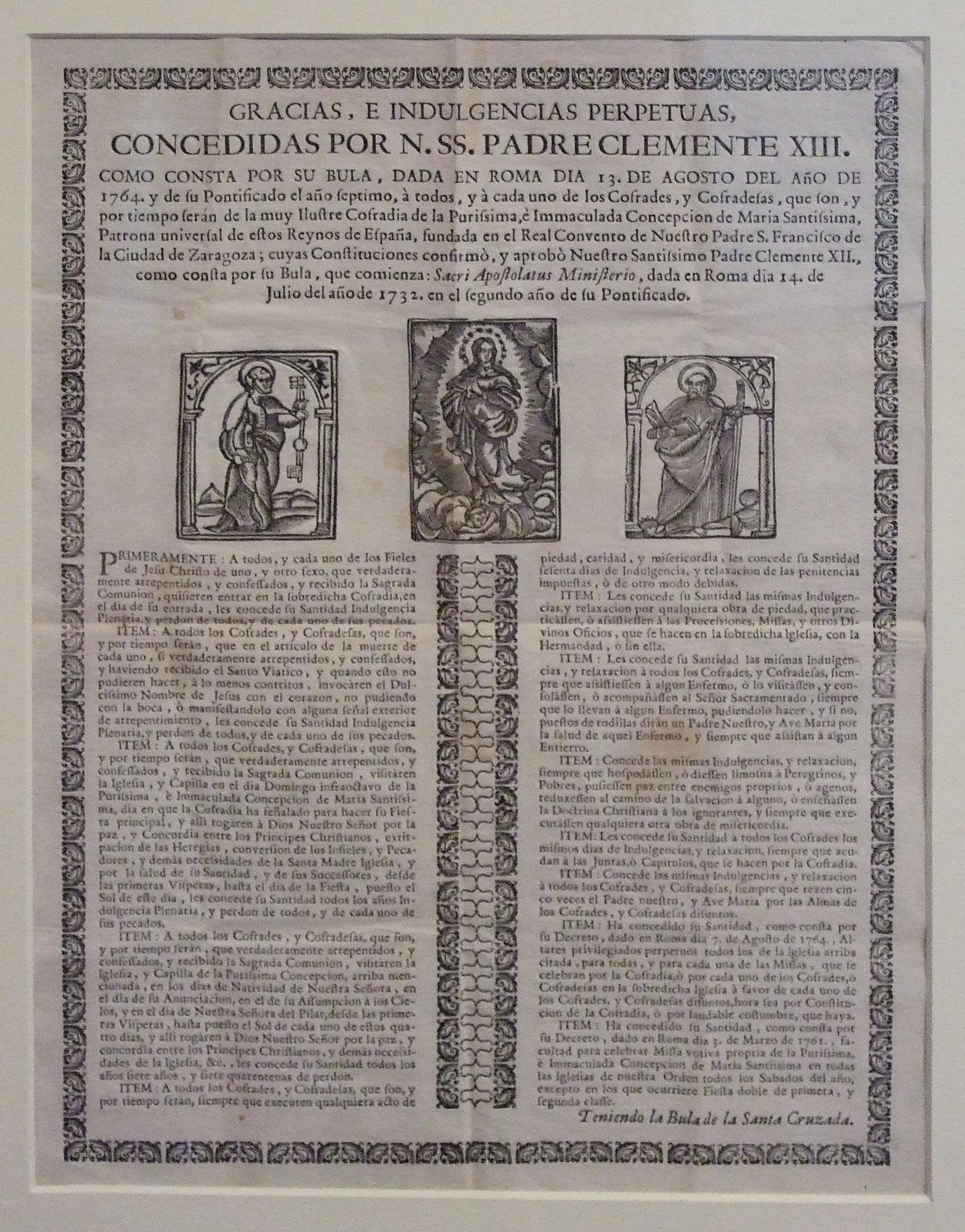
Indulgencia del concedida por el papa Clemente XIII.

Luego de la Reforma Protestante, la Iglesia puso un freno a los abusos. León X recuerda, con motivo de la condenación de Martín Lutero, la distinción entre la remisión de la pena temporal y el perdón de los pecados propiamente dichos.
Con la Contrarreforma católica y la celebración del Concilio de Trento, la iglesia prohibía el cobro de dinero para recibir las indulgencias. (Sesión XXV: celebrada los días 3 y 4 de diciembre de 1563).

## La situación actual
Las indulgencias subsisten tanto en la doctrina católica como en la práctica. Totalmente desconectadas del contexto que las vio nacer, las mismas conservan ciertamente un interés teológico e histórico. Pero en el terreno temporal, su rol fuera del ámbito eclesiástico carece de la significación de otras épocas.  La práctica de las indulgencias fue encuadrada por la Congregación de las Indulgencias, creada por Clemente VIII (1592-1605) e integrada a la Curia Romana por Clemente IX en 1669. Sus competencias fueron transferidas en 1908 al Santo Oficio y en 1917 a la Penitenciaria apostólica. El Código de Derecho Canónico de 1983 las regula detalladamente en su Libro IV, Parte I, Título IV, Capítulo IV, cánones 992 al 997.
En particular, el canon 992 del Código de Derecho Canónico define la indulgencia en los siguientes términos: 

La indulgencia es la remisión ante Dios de la pena temporal por los pecados, ya perdonados en cuanto a la culpa, que un fiel dispuesto y cumpliendo determinadas condiciones, consigue por mediación de la Iglesia, la cual, como administradora de la redención, distribuye y aplica con autoridad el tesoro de las satisfacciones de Cristo y de los Santos.

De acuerdo al Catecismo de la Iglesia Católica:

La indulgencia es parcial o plenaria según libere de la pena temporal debida por los pecados en parte o totalmente. Todo fiel puede lucrar para sí mismo o aplicar por los difuntos, a manera de sufragio, las indulgencias tanto parciales como plenarias.
Catecismo de la Iglesia Católica, 1471.